# Trofeo Lorenzo Bandini
El trofeo Lorenzo Bandini es un premio anual que honra los logros de un piloto o equipo en las carreras de Fórmula 1. El premio fue establecido por Francesco Asirelli y Tiziano Samorè de la comuna de Brisighella en 1992, y lleva el nombre del piloto italiano Lorenzo Bandini, quien murió tres días después de sufrir graves quemaduras en un accidente grave en el Gran Premio de Mónaco de 1967. El trofeo del galardón, es una réplica de cerámica del automóvil Ferrari 312/67 de Bandini adornado con el número 18 creado por el ceramista Goffredo Gaeta, se otorga por «una actuación encomiable en el automovilismo». Esto no se basa en los resultados obtenidos, sino en cómo se logró el éxito, y en el carácter y el enfoque de las carreras del receptor. Cada destinatario es honrado por sus logros en el transcurso del año anterior. Un panel de 12 jueces, compuesto por periodistas de automovilismo y exmiembros del equipo de Fórmula 1, determina el destinatario del premio. Anteriormente, el ganador se decidía por votación de los residentes de Brisighella. El ganador es honrado en una ceremonia en la ciudad natal de Bandini, Brisighella en Emilia-Romaña, y el trofeo lo entrega la Associazione Trofeo Lorenzo Bandini.
El galardón se considera de gran prestigio en el mundo del automovilismo. El ganador inaugural fue el piloto italiano Ivan Capelli en 1992. No se otorgó ningún premio en 1993 y 1994 y nadie ha ganado más de una vez, ya que a los pilotos solo se les permite recibir un premio una sola vez para darles a otros pilotos la oportunidad de ganarlo. Aunque el premio generalmente se ha otorgado a los pilotos de carreras por sus logros en la temporada anterior, se ha otorgado a dos miembros del equipo de carreras: el presidente de Ferrari, Luca Cordero di Montezemolo (1997), y el vicepresidente de la marca, Piero Ferrari (2013). El galardón ha sido ganado por equipos de carreras en dos ocasiones: el equipo Mercedes AMG Petronas F1 por ganar el Campeonato de Constructores con un motor V6 acoplado con tecnología híbrida (2015), y la Scuderia Ferrari por conmemorar el 70 aniversario de su fundación (2017). Ha sido presentado a pilotos y equipos italianos en ocho ocasiones, seguido por competidores y constructores alemanes con cuatro victorias y tres para pilotos británicos. El ganador de 2022 fue el piloto de Haas F1 Team Kevin Magnussen.

## Ganadores
| Año             | Imagen      | Ganador                       | Nacionalidad | Ref.   |
| --------------- | ----------- | ----------------------------- | ------------ | ------ |
| 1992            |             | Ivan Capelli                  | Italiano     | [ 11 ] |
| 1993-1994       | No otorgado | No otorgado                   | No otorgado  | [ 11 ] |
| 1995 (por 1994) |             | David Coulthard               | Británico    | [ 11 ] |
| 1996 (por 1995) |             | Jacques Villeneuve            | Canadiense   | [ 11 ] |
| 1997 (por 1996) |             | Luca Cordero di Montezemolo   | Italiano     | [ 11 ] |
| 1998 (por 1997) |             | Giancarlo Fisichella          | Italiano     | [ 13 ] |
| 1999 (por 1998) |             | Alexander Wurz                | Austriaco    | [ 11 ] |
| 2000 (por 1999) |             | Jarno Trulli                  | Italiano     | [ 11 ] |
| 2001 (por 2000) |             | Jenson Button                 | Británico    | [ 14 ] |
| 2002 (por 2001) |             | Juan Pablo Montoya            | Colombiano   | [ 15 ] |
| 2003 (por 2002) |             | Michael Schumacher            | Alemán       | [ 16 ] |
| 2004 (por 2003) |             | Kimi Räikkönen                | Finlandés    | [ 11 ] |
| 2005 (por 2004) |             | Fernando Alonso               | Español      | [ 17 ] |
| 2006 (por 2005) |             | Mark Webber                   | Australia    | [ 18 ] |
| 2007 (por 2006) |             | Felipe Massa                  | Brasileño    | [ 19 ] |
| 2008 (por 2007) |             | Robert Kubica                 | Polaco       | [ 20 ] |
| 2009 (por 2008) |             | Sebastian Vettel              | Alemán       | [ 21 ] |
| 2010 (por 2009) |             | Lewis Hamilton                | Británico    | [ 22 ] |
| 2011 (por 2010) |             | Nico Rosberg                  | Alemán       | [ 8 ]  |
| 2012 (por 2011) |             | Bruno Senna                   | Brasileño    | [ 5 ]  |
| 2013 (por 2012) |             | Piero Ferrari                 | Italiano     | [ 12 ] |
| 2014 (por 2013) |             | Daniel Ricciardo              | Australia    | [ 10 ] |
| 2015 (por 2014) |             | Mercedes AMG Petronas F1 Team | Alemán       | [ 1 ]  |
| 2016 (por 2015) |             | Max Verstappen                | Neerlandés   | [ 23 ] |
| 2017 (por 2016) |             | Scuderia Ferrari              | Italiano     | [ 6 ]  |
| 2018 (por 2017) |             | Valtteri Bottas               | Finlandés    | [ 9 ]  |
| 2019 (por 2018) |             | Antonio Giovinazzi            | Italiano     | [ 24 ] |
| 2020 (por 2019) |             | Charles Leclerc               | Monegasco    | [ 25 ] |
| 2021            |             | Stefano Domenicali            | Italiano     | [ 26 ] |
| 2021            |             | Massimo Rivola                | Italiano     | [ 26 ] |
| 2022            |             | Kevin Magnussen               | Danés        | [ 27 ] |
| 2023            |             | Lando Norris                  | Británico    | [ 28 ] |
| 2024            |             | George Russell                | Británico    | [ 29 ] |

## Estadísticas
| Nacionalidad | Ganadores |
| ------------ | --------- |
| Italiana     | 10        |
| Británica    | 5         |
| Alemana      | 4         |
| Australia    | 2         |
| Brasileña    | 2         |
| Finlandesa   | 2         |
| Austriaca    | 1         |
| Canadiense   | 1         |
| Colombiana   | 1         |
| Monegasca    | 1         |
| Neerlandesa  | 1         |
| Polaca       | 1         |
| Española     | 1         |
| Danesa       | 1         |